# Озбурн (Ајдахо)
Озбурн (енгл. Osburn) град је у америчкој савезној држави Ајдахо.

## Демографија
По попису из 2010. године број становника је 1.555, што је 10 (0,6%) становника више него 2000. године.
| Група             | 2000.         | 2010.         |
| Белци             | 1.453 (94,0%) | 1.441 (92,7%) |
| Афроамериканци    | 5 (0,3%)      | 5 (0,3%)      |
| Азијати           | 2 (0,1%)      | 4 (0,3%)      |
| Хиспаноамериканци | 36 (2,3%)     | 65 (4,2%)     |
| Укупно            | 1.545         | 1.555         |